# Cratere Erlik
Erlik è un cratere sulla superficie di Callisto.